# 于尔佩勒
于尔佩勒（法語：Urepel，法語發音：[yʁpɛl]）是法国大西洋比利牛斯省的一个市镇，位于该省西南部，属于巴约讷区和巴斯克地区城市公共社区。

## 地理
于尔佩勒（43°4'11"N, 1°24'59"W）面积26.44 平方千米，位于法国新阿基坦大区大西洋比利牛斯省，该省份为法国东南部省份，涵盖了贝阿恩与北巴斯克，西临大西洋比斯開灣，北至朗德省，东北接热尔省，东临上比利牛斯省，南与西班牙接壤。
与于尔佩勒接壤的市镇（或旧市镇、城区）包括：阿尔迪德、邦卡、巴斯坦、埃罗。
于尔佩勒的时区为UTC+01:00、UTC+02:00（夏令时）。

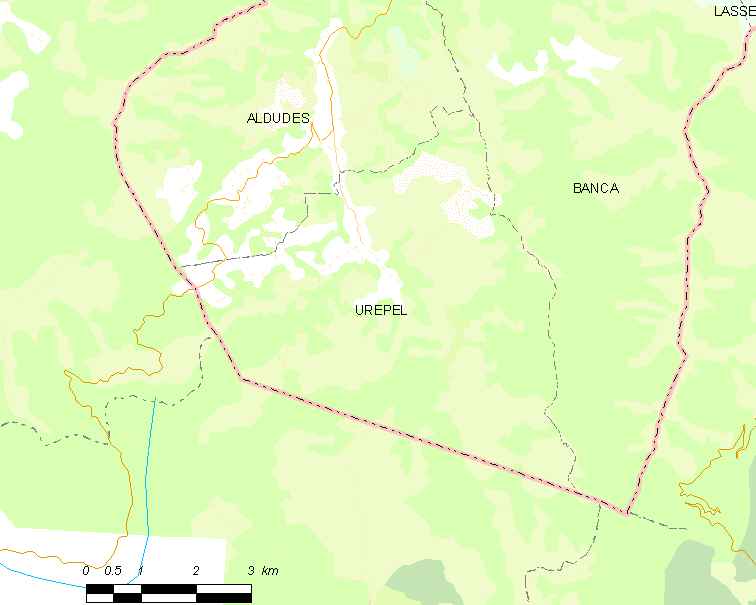
于尔佩勒的OSM定位图

## 行政
于尔佩勒的邮政编码为64430，INSEE市镇编码为64543。

## 政治
于尔佩勒所属的省级选区为巴斯克山地县。

## 人口

1962-2008年间于尔佩勒人口变化图示

于尔佩勒于2022年1月1日时的人口数量为274人。